# Mountain Village (Alaska)
Mountain Village (englisch für „Bergdorf“) ist ein Ort mit dem Status einer City in der Kusilvak Census Area in Alaska. Das U.S. Census Bureau hatte bei der Volkszählung 2020 eine Einwohnerzahl von 621 ermittelt. Das Eskimo-Dorf liegt im Yupik-Sprachenraum.

## Geographie
Mountain Village befindet sich im Westen von Alaska am Nordufer des Yukon River, etwa 135 km oberhalb dessen Mündung ins Meer. Mountain Village liegt ungefähr 13 Meter über dem Meeresspiegel im Schutzgebiet Yukon Delta National Wildlife Refuge. Bei Mountain Village erhebt sich der 157 m hohe Azachorok Hill, die erste größere Erhebung am unteren Yukon River. Mountain Village verfügt über einen Flugplatz. Die nächstgelegenen Orte sind Pitkas Point und St. Mary’s, etwa 23 km bzw. 28 km weiter östlich. Zu diesen beiden Orten führt von Mountain Village eine Straße, die außer im Winter befahrbar ist.

## Geschichte
Bevor im Jahr 1908 ein Gemischtwarenladen eröffnete, war Mountain Village ein im Sommer bewohntes Fisch-Camp. In der Folge zogen Bewohner von den nahegelegenen Dörfern Liberty Landing und Johnny’s Place dorthin. Eine Missionarsschule wurde im selben Jahr eröffnet. Ein Postamt folgte im Jahr 1923. 1956 ging eine Lachssalzerei, 1964 eine Fischkonservenfabrik in Betrieb. Beide haben ihren Betrieb inzwischen wieder eingestellt. 1967 erhielt Mountain Village den Status einer „City“. 1976 wurde Mountain Village Verwaltungssitz des Lower Yukon School District. Heute lebt die Bevölkerung vom kommerziellen Fischfang, von der Fischverarbeitung sowie von Subsistenzwirtschaft. Der Verkauf und die Einfuhr von Alkohol ist in Mountain Village verboten.

## Demografie
Zum Zeitpunkt der Volkszählung im Jahre 2020 (U.S. Census 2020) hatte Mountain Village 621 Einwohner auf einer Landfläche von 10,91 km². Von den Einwohnern waren 19 Weiße, 6 afrikanisch-amerikanischer, 585 amerikanisch-indianischer Abstammung sowie drei Asiaten.
Beim Zensus im Jahr 2000 wurden 755 Einwohner gezählt, 2010 waren es 813.